# منا شلبی
منا شلبی (عربی مصری: منة شلبي؛ زادهٔ ۲۴ ژوئیهٔ ۱۹۸۲) هنرپیشه اهل مصر است.
از فیلم‌ها یا برنامه‌های تلویزیونی که وی در آن نقش داشته‌است می‌توان به پس از نبرد اشاره کرد.